# 행렬 곱셈

행렬 곱셈을 위해선 첫째 행렬의 열 갯수와 둘째 행렬의 행 갯수가 동일해야한다. 곱셈의 결과 새롭게 만들어진 행렬은 첫째 행렬의 행 갯수와 둘째 행렬의 열 갯수를 가진다.

행렬 곱셈(matrix multiplication)은 두 개의 행렬에서 한 개의 행렬을 만들어내는 이항연산이다. 이 때 첫째 행렬의 열 개수와 둘째 행렬의 행 개수가 동일해야한다. 곱셈의 결과 새롭게 만들어진 행렬은 행렬곱(matrix product)라 하며, 첫째 행렬의 행 개수와 둘째 행렬의 열 개수를 가진다. 행렬 {\displaystyle A}와 {\displaystyle B}의 곱은 간단히 {\displaystyle AB}로 나타낸다.
벡터의 선형결합 또는 선형사상의 합성 등의 의미를 부여할 수 있다.
행렬 곱셈은 1812년 프랑스의 수학자 자크 비네가 선형 변환의 합성을 표현하고자 처음으로 사용하였다. 이후 행렬 곱셈은 선형대수학의 기초가 되어 수학, 통계학, 물리학, 경제학, 공학, 컴퓨터 프로그래밍 등의 분야에서 다양하게 응용되고 있다.

## 표기
이 문서에서는 행렬을 굵은 대문자로(A), 벡터를 굵은 소문자로(a), 벡터와 행렬의 성분, 또는 요소로 번역되는 entry는 기울임체로(A, a) 표기한다. 첨자표기법은 가장 일반적인 방식을 따라 행렬 A의 i열 j행 성분은 (A)ij, Aij, aij 등으로 표시한다. 반면 행렬 성분의 집합은 A1, A2 등으로 표시한다.

## 정의

### 행렬 곱하기 행렬
A, B를 각각 m × n, n × p 행렬이라고 하자.
{\displaystyle \mathbf {A} ={\begin{pmatrix}a_{11}&a_{12}&\cdots &a_{1n}\\a_{21}&a_{22}&\cdots &a_{2n}\\\vdots &\vdots &\ddots &\vdots \\a_{m1}&a_{m2}&\cdots &a_{mn}\\\end{pmatrix}},\quad \mathbf {B} ={\begin{pmatrix}b_{11}&b_{12}&\cdots &b_{1p}\\b_{21}&b_{22}&\cdots &b_{2p}\\\vdots &\vdots &\ddots &\vdots \\b_{n1}&b_{n2}&\cdots &b_{np}\\\end{pmatrix}}}
행렬곱 C = AB은 다음의 m × p 행렬로 정의된다. 단 이때, 곱셈 기호는 따로 쓰지 않는다.
{\displaystyle \mathbf {C} ={\begin{pmatrix}c_{11}&c_{12}&\cdots &c_{1p}\\c_{21}&c_{22}&\cdots &c_{2p}\\\vdots &\vdots &\ddots &\vdots \\c_{m1}&c_{m2}&\cdots &c_{mp}\\\end{pmatrix}}}
이 때 i = 1, ..., m, j = 1, ..., p에 대해 C의 성분은 다음과 같이 정의된다.
{\displaystyle c_{ij}=a_{i1}b_{1j}+a_{i2}b_{2j}+\cdots +a_{in}b_{nj}=\sum _{k=1}^{n}a_{ik}b_{kj},}
이는 곧 A의 i번째 행과 B의 j번째 열의 성분들을 각각 곱해 더한 것과 같은데, 달리 말하면 A의 i번째 행과 B의 j번째 열의 스칼라곱인 것이다.
그런고로 AB는 다음과 같이 쓸 수도 있다.
{\displaystyle \mathbf {C} ={\begin{pmatrix}a_{11}b_{11}+\cdots +a_{1n}b_{n1}&a_{11}b_{12}+\cdots +a_{1n}b_{n2}&\cdots &a_{11}b_{1p}+\cdots +a_{1n}b_{np}\\a_{21}b_{11}+\cdots +a_{2n}b_{n1}&a_{21}b_{12}+\cdots +a_{2n}b_{n2}&\cdots &a_{21}b_{1p}+\cdots +a_{2n}b_{np}\\\vdots &\vdots &\ddots &\vdots \\a_{m1}b_{11}+\cdots +a_{mn}b_{n1}&a_{m1}b_{12}+\cdots +a_{mn}b_{n2}&\cdots &a_{m1}b_{1p}+\cdots +a_{mn}b_{np}\\\end{pmatrix}}}
이러한 이유로 첫째 행렬의 열 갯수와 둘째 행렬의 행 갯수가 동일해야 행렬곱이 정의될 수 있는 것이다.
대부분의 경우 행렬의 성분은 숫자이지만, 덧셈과 곱셈이 정의되고, 곱셈의 결합법칙과 덧셈의 교환법칙이 성립하여 곱셈의 분배법칙이 성립하게 되는 다른 수학적 대상들도 성분이 될 수 있다. 가장 대표적인 예시로 성분이 행렬인 블록 행렬을 생각할 수 있다.

### 도해

첫째 행렬의 행과 둘째 행렬의 열이 만나 행렬곱의 성분이 형성된다.

오른쪽 그림은 두 행렬 A와 B의 곱을 도표로 나타낸 것으로, 곱 행렬의 각 교집합이 A의 행과 B의 열에 어떻게 해당하는지 보여준다.
{\displaystyle {\overset {4\times 2{\text{ matrix}}}{\begin{bmatrix}a_{11}&a_{12}\\\cdot &\cdot \\a_{31}&a_{32}\\\cdot &\cdot \\\end{bmatrix}}}{\overset {2\times 3{\text{ matrix}}}{\begin{bmatrix}\cdot &b_{12}&b_{13}\\\cdot &b_{22}&b_{23}\\\end{bmatrix}}}={\overset {4\times 3{\text{ matrix}}}{\begin{bmatrix}\cdot &c_{12}&\cdot \\\cdot &\cdot &\cdot \\\cdot &\cdot &c_{33}\\\cdot &\cdot &\cdot \\\end{bmatrix}}}}
오른쪽 그림에서 원으로 표시된 교차점의 값은 다음과 같다:
{\displaystyle {\begin{aligned}c_{12}&=a_{11}b_{12}+a_{12}b_{22}\\c_{33}&=a_{31}b_{13}+a_{32}b_{23}.\end{aligned}}}

## 응용 범위
선형대수학적 계산을 행렬 곱셈을 통해 더욱 간단하게 할 수 있는데, 물리학, 공학, 컴퓨터 과학 분야에서 특히 빛을 발한다.

### 선형 변환
n차원 열 벡터
{\displaystyle \mathbf {x} ={\begin{pmatrix}x_{1}\\x_{2}\\\vdots \\x_{n}\end{pmatrix}}}
를 n차원 선형 변환 한 것을
{\displaystyle \mathbf {y} =A(\mathbf {x} )={\begin{pmatrix}a_{11}x_{1}+\cdots +a_{1n}x_{n}\\a_{21}x_{1}+\cdots +a_{2n}x_{n}\\\vdots \\a_{m1}x_{1}+\cdots +a_{mn}x_{n}\end{pmatrix}}}
라 하자. 이 때 선형 변환 A는 자연스레 다음과 같은 행렬로 정의할 수 있다.
{\displaystyle \mathbf {A} ={\begin{pmatrix}a_{11}&a_{12}&\cdots &a_{1n}\\a_{21}&a_{22}&\cdots &a_{2n}\\\vdots &\vdots &\ddots &\vdots \\a_{m1}&a_{m2}&\cdots &a_{mn}\\\end{pmatrix}}}
이제 행렬을 사용해 선형변환을 표현하면 다음과 같이 나타낼 수 있다.
{\displaystyle \mathbf {y} =\mathbf {Ax} }
m차원 벡터 공간을 p차원 벡터 공간으로 변환하는 선형 변환 B 역시 {\displaystyle p\times m} 행렬 {\displaystyle \mathbf {B} }로 나타낼 수 있다. 이 두 변환을 합성한 결과인 {\displaystyle B\circ A}도 행렬곱인 {\displaystyle \mathbf {BA} }로 나타낼 수 있다. 행렬 곱셈에서의 결합법칙은 행렬 곱셈 § 결합법칙에서 다룰 것이다.

### 연립 일차 방정식
연립 일차 방정식의 일반항은 다음과 같이 쓸 수 있다.
{\displaystyle {\begin{matrix}a_{11}x_{1}+\cdots +a_{1n}x_{n}=b_{1}\\a_{21}x_{1}+\cdots +a_{2n}x_{n}=b_{2}\\\vdots \\a_{m1}x_{1}+\cdots +a_{mn}x_{n}=b_{m}\end{matrix}}}
위의 여러 방정식들을 행렬을 사용하면 다음과 같이 방정식 한 개로 간단히 나타낼 수 있다.
{\displaystyle \mathbf {Ax} =\mathbf {b} }

## 성질
행렬 곱셈은 일반적인 산술적 곱셈과 비슷한 성질을 가지지만, 첫째 행렬의 열 갯수와 둘째 행렬의 행 갯수가 동일할 때에만 정의된다는 특징이 있다. 또한 행렬 곱셈이 정의될 때에도 교환법칙이 항상 성립하는 것은 아니라는 점에서 차이가 있다.
{\displaystyle {AB}\neq {BA}}
하지만 특수한 조건을 만족하는 경우에는 교환법칙이 성립한다. 다음과 같은 조건을 만족할 때 행과 열의 개수가 같은 정사각행렬 A와 B에 대해 곱셈의 교환법칙이 성립한다.
{\displaystyle A+B=AB}이면,
{\displaystyle AB=BA}이다.
행렬 곱셈은 결합법칙이 성립한다:
{\displaystyle (\mathbf {AB} )\mathbf {C} =\mathbf {A} (\mathbf {BC} )}

## 예
행렬 {\displaystyle A={\begin{bmatrix}a\\b\end{bmatrix}}}와 {\displaystyle B={\begin{bmatrix}c&d\end{bmatrix}}}가 있을 때, 이 둘의 곱셈은 다음과 같다.
{\displaystyle AB={\begin{bmatrix}a\\b\end{bmatrix}}{\begin{bmatrix}c&d\end{bmatrix}}={\begin{bmatrix}ac&ad\\bc&bd\end{bmatrix}}}
{\displaystyle A^{T}B^{T}={\begin{bmatrix}a&b\end{bmatrix}}{\begin{bmatrix}c\\d\end{bmatrix}}=ac+bd}
{\displaystyle BA={\begin{bmatrix}c&d\end{bmatrix}}{\begin{bmatrix}a\\b\end{bmatrix}}=ca+db}
{\displaystyle B^{T}A^{T}={\begin{bmatrix}c\\d\end{bmatrix}}{\begin{bmatrix}a&b\end{bmatrix}}={\begin{bmatrix}ca&cb\\da&db\end{bmatrix}}}
행렬 {\displaystyle A={\begin{bmatrix}a&b\\c&d\end{bmatrix}}}와 {\displaystyle B={\begin{bmatrix}e&f\\g&h\end{bmatrix}}}가 있을 때, 이 둘의 곱셈은 다음과 같다.
{\displaystyle AB={\begin{bmatrix}a&b\\c&d\end{bmatrix}}{\begin{bmatrix}e&f\\g&h\end{bmatrix}}={\begin{bmatrix}ae+bg&af+bh\\ce+dg&cf+dh\end{bmatrix}}}

### 증명주
1. ↑  
각각 m × n, n × p, p × q 행렬이라고 하자. 곱은 결합 방식에 상관없이 m × q 행렬이며,

{\displaystyle \scriptstyle ((\mathbf {AB} )\mathbf {C} )_{ij}=\sum _{r=1}^{p}\left(\sum _{s=1}^{n}A_{is}B_{sr}\right)C_{rj}=\sum _{s=1}^{n}A_{is}\left(\sum _{r=1}^{p}B_{sr}C_{rj}\right)=(A(BC))_{ij}}

### 참조주
1. ↑  “Comprehensive List of Algebra Symbols”. 《Math Vault》 (미국 영어). 2020년 3월 25일. 2020년 9월 6일에 확인함.
2. ↑  Nykamp, Duane. “Multiplying matrices and vectors”. 《Math Insight》. 2020년 9월 6일에 확인함.
3. ↑  O’Connor, John J.; Robertson, Edmund F. “Jacques Philippe Marie Binet”. 《MacTutor History of Mathematics Archive》 (영어). 세인트앤드루스 대학교.
4. ↑  Lerner, R. G.; Trigg, G. L. (1991). 《Encyclopaedia of Physics》 2판. VHC publishers. ISBN 978-3-527-26954-9.
5. ↑  Parker, C. B. (1994). 《McGraw Hill Encyclopaedia of Physics》 2판. ISBN 978-0-07-051400-3.
6. ↑  Lipschutz, S.; Lipson, M. (2009). 《Linear Algebra》. Schaum's Outlines 4판. McGraw Hill (USA). 30–31쪽. ISBN 978-0-07-154352-1.
7. ↑  Riley, K. F.; Hobson, M. P.; Bence, S. J. (2010). 《Mathematical methods for physics and engineering》. Cambridge University Press. ISBN 978-0-521-86153-3.
8. ↑  Adams, R. A. (1995). 《Calculus, A Complete Course》 3판. Addison Wesley. 627쪽. ISBN 0-201-82823-5.
9. ↑  Horn, Johnson (2013). 《Matrix Analysis》 2판. Cambridge University Press. 6쪽. ISBN 978-0-521-54823-6.
10. ↑  “Comprehensive List of Algebra Symbols”. 《Math Vault》 (미국 영어). 2020년 3월 25일. 2020년 9월 6일에 확인함.
11. ↑  Nykamp, Duane. “Multiplying matrices and vectors”. 《Math Insight》. 2020년 9월 6일에 확인함.
12. ↑  Weisstein, Eric W. “Matrix Multiplication”. 《mathworld.wolfram.com》 (영어). 2020년 9월 6일에 확인함.
13. ↑  Lipcshutz, S.; Lipson, M. (2009). 〈2〉. 《Linear Algebra》. Schaum's Outlines 4판. McGraw Hill (USA). ISBN 978-0-07-154352-1.
14. ↑  Horn, Johnson (2013). 〈0〉. 《Matrix Analysis》 2판. Cambridge University Press. ISBN 978-0-521-54823-6.